# Edwy af England
Edwy eller Eadwig All-Fair ("Den retfærdige") (ca. 941 – 1. oktober 959) var konge af England fra 955 og til sin død fire år senere. Edwy var den ældste søn af kong Edmund 1. af England, og han blev valgt af adelskabet til at efterfølge sin onkel Edred af England som konge. Hans korte regime var mærket af en pågående konflikt med hans familie, med thanerne (adelsmændene) og specielt kirken under lederskab af biskop Dunstan og ærkebiskop Odo den gode.
I henhold til en legende begyndte fejden med Dunstan på dagen for Edwys indvielse, da han undlod at være tilstede ved et møde med adelsmændene. Da Dunstan til sidst fandt den unge monark var han optaget af at danse med en ung kvinde af høj byrd ved navn Ethelgive og nægtede at komme tilbage sammen med biskoppen. Rasende over dette trak Dunstan Edwy med sig og tvang ham til at give afkald på pigen ved at kalde henne en "hore". Senere, da Dunstan indså, at han havde mistet kongens velvilje fandt han det bedst at flygte til han var trygt indenfor murene i sit kloster, men Edwy, opildnet af Ethelgive, fulgte efter ham og plyndrede og hærgede klosteret. Dunstan formåede atter at flygte og drog udenlands. Han nægtede at komme tilbage til England før Edwy var død og begravet.
Frustreret over kongens skattebyrder byttede thanerne i Mercia og Northumbria, støttet af ærkebiskop Odo, deres troskab til Edwys bror Edgar i 957. Edwy blev besejret i et slag ved Gloucester, men for at forhindre at landet havnede i en borgerkrig blev der opnået en enighed mellem adelsmændene. Aftalen betød, at kongedømmet blev delt langs floden Thames, hvor Edwy beholdt Wessex og Kent i syd og Edgar styrede områderne i nord. I de få tilbageværende år af Edwys regime regerede han klogt og gav betydelige gaver til kirken. Han døde, dog, i en alder af 18 eller 19 år, og blev efterfulgt af sin bror og rival Edgar som da genforenede kongedømmet.